# Vladimir Arzamaskov
Vladimir Ivanovitj Arzamaskov (ryska: Владимир Иванович Арзамасков), född 7 april 1951 i dåvarande Stalingrad i Sovjetunionen, död 30 november 1985 i Moskva, var en sovjetisk basketspelare som tog tog OS-brons 1976 i Montréal. 

## Klubbhistorik
- 1969-1977 Spartak Leningrad
- 1977-1979 PBK CSKA Moskva
- 1979-1981 SKA Kiev